# مرقس الطليطلي
مُرْقُسُ الطُّلَيْطِلِيُّ طبيب وكاهن إسباني كان في آخة المئة السادسة للهجرة وأول السابعة، وكان يعرف اللسان العربي فكان من تراجمة مدرسة طليطلة، وہو من أوائل من نقلوا القرآن إلى اللاتينية، وإليها أيضا نقل كتبَ أبقراط وجالينوس التي عرّبها حنينُ بنُ إسحاق.